# Aufstand auf den billigen Plätzen
Aufstand auf den billigen Plätzen ist eine EP des deutschsprachigen Rappers Alpa Gun. Sie erschien am 2. Mai 2008 über das von Sido und B-Tight gegründete Label Sektenmuzik und wurde über Groove Attack vertrieben.

## Entstehungsgeschichte
Aufstand auf den billigen Plätzen ist nach Geladen und entsichert die zweite Solo-Veröffentlichung von Alpa Gun. Sie sollte die Wartezeit zwischen dem Debütalbum und dem Nachfolgeralbum Almanci überbrücken. Thematisch widmet sich die EP hauptsächlich dem Verhältnis zwischen der sogenannten Unterschicht und der Politik.

## Inhalt
1. Intro – 1:59
2. Wie Alpa Gun – 3:34
3. Patriot – 4:36
4. Der Aufstand (featuring A.i.d.S.) – 4:15
5. Mein Weg – 3:44
6. Ich bin ein Rapper – 3:48
7. Hört zu (featuring Greckoe) – 3:00
8. Die Stimme – 4:44
9. Mann geworden – 4:44
10. Mein Weg (Videoclip) – 3:48

## Gastbeiträge
Auf Aufstand auf den billigen Plätzen sind zwei Features vertreten. So ist Sektenmuzik-Mitglied Greckoe auf dem Song „Hört zu“ vertreten. Weiter sind Sido und B-Tight als Gruppierung A.i.d.S. (Alles ist die Sekte) auf dem Titeltrack „Der Aufstand“ zu hören. Ansonsten verzichtet die EP auf Featuregäste. Beide Gastbeiträge stammen vom Label Sektenmuzik.

## Produzenten
Auf der EP sind insgesamt vier verschiedene Produzenten vertreten. DJ Rocky & Omero Giant, welche gemeinsam als „Streetcorner Music“ sowie die beiden Produzenten Diego und TNT vertreten.

## Singles
Als digitale Vorabsingle erschien der Track „Mein Weg“, zu welchem auch ein Video gedreht wurde.